# 江以達
江以達（1502年—1550年），字于順，號午坡，江西廣信府貴溪縣（今江西省貴溪縣泗瀝鎮）人。明朝政治人物、詩人。

## 生平
嘉靖元年（1522年）壬午科舉人，嘉靖五年（1526年）丙戌科進士。當時四方名士唐順之、陳束、李開先、趙時春、任瀚、熊過、屠應埈、華察、陸銓、曾忭等人和江以達，都在各部司曹任職。江以達原為刑部主事，嘉靖七年（1528年）与兵部员外郎陆铨主持福建乡试。累官兵部武选司署员外郎，十四年（1535年）二月官至福建提學僉事，十七年十月升湖廣提學副使。楚王欲提前往承天府祭拜皇太后梓宫，被以达阻止，遂被弹劾而入獄，後來被革职为民，因病逝世。

## 著作
著有《午坡集》四卷。

## 家族
廣西右参政江璞之孫。父江良材（？-1544年），號斗峰，历官广西巡按御史、广东按察司海道副使。母程氏（？-1515年）；继母汪氏（1495年-？），俱贈封宜人。弟江以道（1511年-1545年），字于充；江以進（1512-1528年），字于漸。
江以達的妻子是承天府同知貴溪汪倬的女兒，江以達去世後，汪氏照顧他的妾，對其所生子女視如己出。